# Chamois Niortais Football Club
O Chamois Niortais Football Club também conhecido por Niort, é um clube de futebol francês. Sua sede fica na cidade de Niort.
Suas partidas como anfitrião acontecem no Estádio René Gaillard, com capacidade para 10.898 lugares. Suas cores são azul e branco.

## Títulos
- National: 2006
- D3 Centre-Ouest: 1985, 1992
- DH Centre-Ouest: 1946, 1947, 1948, 1960